# Cortyta diapera
Cortyta diapera är en fjärilsart som beskrevs av George Francis Hampson 1913. Cortyta diapera ingår i släktet Cortyta och familjen nattflyn. Inga underarter finns listade i Catalogue of Life.